# John Player Trophy
O John Player Trophy foi um torneio de golfe no circuito europeu da PGA disputado na Inglaterra. No primeiro torneio, em 1970, realizado no Notts Golf Club, em Nottinghamshire, foi um torneio classificatório com 36 buracos para o John Player Classic. Em 1972, no Bognor Regis Golf Club, em West Sussex, decorreu como um torneio independente.

## Campeões
| Ano  | Campeão        | País       | Sede                   | Pontuação | Margem de vitória | Vice-campeão(ões)                      | Ref   |
| ---- | -------------- | ---------- | ---------------------- | --------- | ----------------- | -------------------------------------- | ----- |
| 1972 | Ross Whitehead | Inglaterra | Bognor Regis Golf Club | 286       | 1 tacada          | Peter Butler Vince Hood                | [ 1 ] |
| 1970 | Clive Clark    | Inglaterra | Notts Golf Club        | 141       | 2 tacadas         | Roger Fidler Michael Ingham Bill Large | [ 2 ] |